# Florian Daniel Geantă
Florian Daniel Geantă (n. 24 august 1969

) este un fost deputat român, ales în legislaturile 2008-2012 și 2012-2016 din partea Partidului Democrat Liberal. 
Pe 6 martie 2015 a trecut la grupul parlamentar Democrat și Popular, apoi s-a mutat în grupul parlamentar al Partidului Social Democrat (pe data de 20 aprilie 2015).